# 芭芭拉·迪尔科普
芭芭拉·迪尔科普·迪尔科普（德語：Bárbara Dührkop Dührkop，1945年7月27日—），女，德裔西班牙人，西班牙工人社会党党员。1987年至2009年长期担任欧洲议会议员。

## 生平
迪尔科普于1945年出生于德國漢諾威，她在瑞典长大，毕业于瑞典乌普萨拉大学人文学科。1973年开始在汉堡一所学校当语文教师。1974年至1978年，她在西德埃朗根-纽伦堡大学担任副教授。1978年搬到西班牙的圣塞瓦斯蒂安，成为一所德国人学校的语言教师。从1987年开始，她连续当选欧洲议会议员，一直工作了22年。
2009年4月8日宣布退休，离开政界。

## 家庭
1968年，她在学生运动中与卡萨斯相识。1978年，两人定居圣塞瓦斯蒂安，育有4个孩子。1984年2月23日，卡萨斯被一蒙面恐怖分子暗杀身亡。